# 2024年美国总统选举华盛顿哥伦比亚特区选情
2024年美国总统选举于2024年11月5日星期二举行，作为此次选举的一部分，全美所有50个州以及哥伦比亚特区都将参与其中。哥伦比亚特区选民通过普选选出选举人团代表他们参加选举人团投票。哥伦比亚特区在有3张选举人选票，根据2020年美国人口普查重新分配的情况，该地区既没有增加也没有减少席位。根据宪法规定，哥伦比亚特区选举人数量不能超过选举人数最少的州。
作为一个非常倾向民主党的都会地区，该地区非裔占多数且民众拥有比每个州都更高的受教育程度。自从哥伦比亚特区第一次获得选举人团票以来，民主党在总统选举中从未遇到过能赢得哥伦比亚特区选举人票的对手。自林登·约翰逊在1964年获胜以来，每位民主党总统候选人都在哥伦比亚特区取得了压倒性胜利，即使是在1972年和1984年，尽管乔治·麦戈文和沃尔特·蒙代尔在全国其他50个州中的49个惨败，他们仍然在哥伦比亚特区获得了大幅领先。因此，该地区被认为是卡玛拉·哈里斯在2024年必胜的票仓。
现任民主党总统乔·拜登原计划竞选连任第二个任期，并被视为党内的预定候选人。然而，他在7月21日宣布退出竞选，并表示支持副总统卡玛拉·哈里斯，后者在同一天开启了她的总统竞选。而共和党方面，前总统唐纳德·特朗普为该党提名人。
2024年8月9日，小罗伯特·F·肯尼迪的总统竞选团队宣布，他们已提交了19,000份签名，力求将肯尼迪列入哥伦比亚特区的选票。这个数字超过了乔治·W·布什在2000年、约翰·麦凯恩在2008年，以及唐纳德·特朗普在2016年和2020年的得票数。肯尼迪于2024年8月23日暂停了他的竞选活动，并宣布支持特朗普。
賀錦麗最终以90.28%得票率的压倒性的优势赢得了哥伦比亚特区。该地区是她得票率最高的美国一级行政区，亦是得票率最高的县级行政单位，比其他州的每个县都更倾向于民主党。而川普的得票率为6.47%，是自2012年米特·罗姆尼以来共和党候选人得票率最高的一次。

## 初选

### 共和党初选
2024年哥伦比亚特区共和党总统初选定于3月1日至3日，与蒙大拿州、新泽西州、新墨西哥州和南达科他州的初选同时进行。哥伦比亚特区是2024年共和党初选中唯一两个未被特朗普赢得的地区之一，另一个是佛蒙特州。
| 候选人                    | 得票数 | 得票率  | 实际代表人数 | 实际代表人数 | 实际代表人数 |
| 候选人                    | 得票数 | 得票率  | 绑定         | 未绑定       | 总计         |
| ------------------------- | ------ | ------- | ------------ | ------------ | ------------ |
| 妮基·黑利                 | 1,274  | 62.76%  | 19           | 0            | 19           |
| 唐纳德·特朗普             | 676    | 33.30%  | 0            | 0            | 0            |
| 罗恩·德桑蒂斯（退选）     | 38     | 1.87%   | 0            | 0            | 0            |
| 克里斯·克里斯蒂（退选）   | 18     | 0.89%   | 0            | 0            | 0            |
| 维韦克·拉马斯瓦米（退选） | 15     | 0.74%   | 0            | 0            | 0            |
| 戴维·斯图肯贝尔           | 8      | 0.39%   | 0            | 0            | 0            |
| 瑞安·宾克利（退选）       | 1      | 0.05%   | 0            | 0            | 0            |
| 总计：                    | 2,030  | 100.00% | 19           | 0            | 19           |

### 民主党初选
2024年哥伦比亚特区选举定于于6月4日，与南达科他州、新墨西哥州、新泽西州、蒙大拿州的初选同时举行。
| 候选人               | 得票数 | 得票率 | 实际代表人数 | 实际代表人数 | 实际代表人数 |
| 候选人               | 得票数 | 得票率 | 已承诺       | 未承诺       | 总计         |
| -------------------- | ------ | ------ | ------------ | ------------ | ------------ |
| 乔·拜登（现任）      | 80,240 | 86.90% | 16           | 0            | 16           |
| 海选票               | 7,113  | 7.70%  | 0            | 0            | 0            |
| 玛丽安娜·威廉森      | 3,958  | 4.29%  | 0            | 0            | 0            |
| 阿曼多·佩雷斯-塞拉托 | 1,030  | 1.12%  | 0            | 0            | 0            |
| 总计：               | 92,341 | 100.0% | 16           | 0            | 16           |

### 建州绿党初选
哥伦比亚特区建州绿党初选定于2024年6月4日，与蒙大拿州的初选同时进行。但没有候选人出现在选票上。
| 零星海选票                   | 317 | 58.81%  | 0 |
| 欠票                         | 222 | 41.19%  | 0 |
| 总计：                       | 539 | 100.00% | 5 |
| 来源：哥伦比亚特区选举委员会 |     |         |   |

## 决选

### 预测
| 來源           | 評級            | 日期           |
| -------------- | --------------- | -------------- |
| 库克政治报告   | 稳固D（民主党） | 2023年12月19日 |
| 选举内幕       | 稳固D（民主党） | 2023年4月26日  |
| 萨巴托的水晶球 | 安全D（民主党） | 2023年6月29日  |
| DDHQ/国会山报  | 安全D（民主党） | 2023年12月14日 |
| CNalysis       | 稳固D（民主党） | 2023年12月30日 |
| CNN            | 稳固D（民主党） | 2024年1月14日  |
| 经济学人       | 安全D（民主党） | 2024年6月12日  |
| 538            | 稳固D（民主党） | 2024年6月11日  |
| 真清晰政治     | 稳固D（民主党） | 2024年6月26日  |
| NBC新聞        | 安全D（民主党） | 2024年10月6日  |

### 选举结果
| 政党   | 政党       | 候选人                                        | 票数    | %       | ±      |
| ------ | ---------- | --------------------------------------------- | ------- | ------- | ------ |
|        | 民主党     | 賀錦麗 提姆·華茲                              | 294,185 | 90.28%  | ▼1.87% |
|        | 共和党     | 唐納·川普 J·D·万斯                            | 21,076  | 6.47%   | ▲1.07% |
|        | 独立候选人 | 小罗伯特·F·肯尼迪（退选） 妮可·沙纳汉（退选） | 2,778   | 0.85%   | N/A    |
|        | 海选票     | 海选票                                        | 7,830   | 2.40%   | ▲1.49% |
| 总票数 | 总票数     | 总票数                                        | 325,869 | 100.00% |        |